# 河北煤化工
河北煤化工（港交所：0961）是建滔化工旗下從事生產焦炭、甲醇及純苯的公司，公司的生產設備位於河北省邢台市。
河北煤化工原打算於2010年在香港交易所上市，但因市況不佳而取消有關計劃。